# العنس (حبيل جبر)

تعديل مصدري - تعديل

العنس هي إحدى قرى عزلة حبيل جبر بمديرية حبيل جبر التابعة لمحافظة لحج، بلغ تعداد سكانها 256 نسمة حسب تعداد اليمن لعام 2004.